# 광구 (자원)
광구(鑛區)란 천연 자원 전망·탐사·채굴·시출 등의 활동을 할 수 있도록 지리적으로 정의된 구역을 가리킨다.
전망·탐사·채굴·시출 등의 활동을 허가하는 광구권은 특정한 기간에 대해서 발부되며, 하나의 기업 또는 여러 기업에게 동시 발부될 수 있다. 광구에는 각각 고유 이름이나 번호가 부여된다.

## 같이 보기
- 광구권